# Igdamanosaurus aegyptiacus
L'igdamanosauro (Igdamanosaurus aegyptiacus) è un rettile acquatico estinto, appartenente ai mosasauri. Visse nel Cretaceo superiore (Campaniano/Maastrichtiano, circa 75/70 milioni di anni fa) e i suoi resti fossili sono stati ritrovati in Africa centrale (Niger), in Egitto e (forse) in Medio Oriente.

## Descrizione
Tutto ciò che si conosce di questo animale è una mandibola con denti, più numerosi denti isolati. La mandibola era insolitamente robusta, nonostante le dimensioni ridotte, e sembrerebbe provenire da un animale lungo circa 3,5 metri. I denti, contrariamente a quelli di molti mosasauri, erano larghi e bulbosi, molto simili a quelli del più noto Globidens. Al contrario di quest'ultimo, però, i denti di Igdamanosaurus possedevano solchi sottili e non erano ristretti alla base. Si suppone che, come tutti i mosasauri, anche Igdamanosaurus fosse un rettile acquatico dalle zampe trasformate in strutture simili a pinne, una lunga coda appiattita lateralmente e un corpo idrodinamico.

## Classificazione
I primi resti di Igdamanosaurus furono ritrovati in Egitto e constavano in alcuni denti isolati, a cui nel 1935 Otto Zdansky diede il nome di Globidens aegyptiacus, attribuendoli a un genere di mosasauri già noto in precedenza. Nel 1991, Lingham-Soliar descrisse una mandibola frammentaria proveniente dal Niger (nei pressi del villaggio di Igdaman) e ritenne che i denti noti come G. aegyptiacus fossero in realtà appartenuti a un nuovo genere di mosasauro (di cui l'olotipo divenne la mandibola isolata): ecco quindi Igdamanosaurus aegyptiacus. 

Lingham-Soliar ritenne che questo mosasauro, di dimensioni minori rispetto a Globidens, non fosse strettamente imparentato con quest'ultimo, ma fosse in realtà uno stretto parente di altri mosasauri, i Plioplatecarpinae, e che avesse sviluppato indipendentemente una dentatura simile a quella di Globidens.

## Paleobiologia
Si ritiene che, al contrario di Globidens, Igdamanosaurus non fosse in grado di predare animali dal guscio eccezionalmente duro come ammoniti e tartarughe, ma fosse più adattato a cacciare invertebrati dal guscio più sottile.